# Bob St. Clair
Robert Bruce St. Clair (San Francisco, California, 18 de febrero de 1931 – Santa Rosa, California, 20 de abril de 2015), más conocido como Bob St. Clair, fue un jugador profesional estadounidense de fútbol americano que se desempeñó en la posición de offensive tackle en la National Football League (NFL). Es miembro del Salón de la Fama del Fútbol Americano Profesional.

## Carrera
St. Clair jugó como profesional once temporadas en San Francisco 49ers (1953-1963), equipo en el que se retiró.

## Reconocimiento
El 4 de agosto de 1990, ingresó como miembro al Salón de la Fama del Fútbol Americano Profesional.